# Праафразийский язык
Праафразийский язык — гипотетический праязык, от которого произошли все современные афразийские языки. Хотя оценки сильно различаются, ученые[кто?] полагают, что на нем говорили около 12 000-18 000 лет назад, то есть между 16 000 и 10 000 лет до н. э. Реконструкция праафразийского пространства проблематична и по большей части отсутствует. Более того, нет единого мнения относительно того, где была расположена афразийская прародина.

## Прародина
Реконструированные слова, обозначавшие фауну и флору, а также свидетельства о языковом контакте с языковыми семьями из Евразии, позволяют предположить, что прародина находилась на Ближнем Востоке, возможно, в Леванте. Некоторые генетики и археологи выступают за обратную миграцию праафразийских носителей из Западной Азии в Африку уже в 10-м тысячелетии до нашей эры. Они предполагают, что натуфийская культура могла говорить на праафразийском языке незадолго до её распада на подъязыки. Эта гипотеза подтверждается афразийскими терминами раннего скота и сельскохозяйственных культур как в Анатолии, так и в Иране. Доказательства того, что на юге Аравии ранее говорили на кушитском языке, также говорят о ближневосточном происхождении, но некоторые предложения также утверждают, что Северная Африка или Африканский Рог являются возможными местами происхождения.